# Liste des édifices bénédictins en Belgique
Pour un article plus général, voir Liste d'abbayes bénédictines.

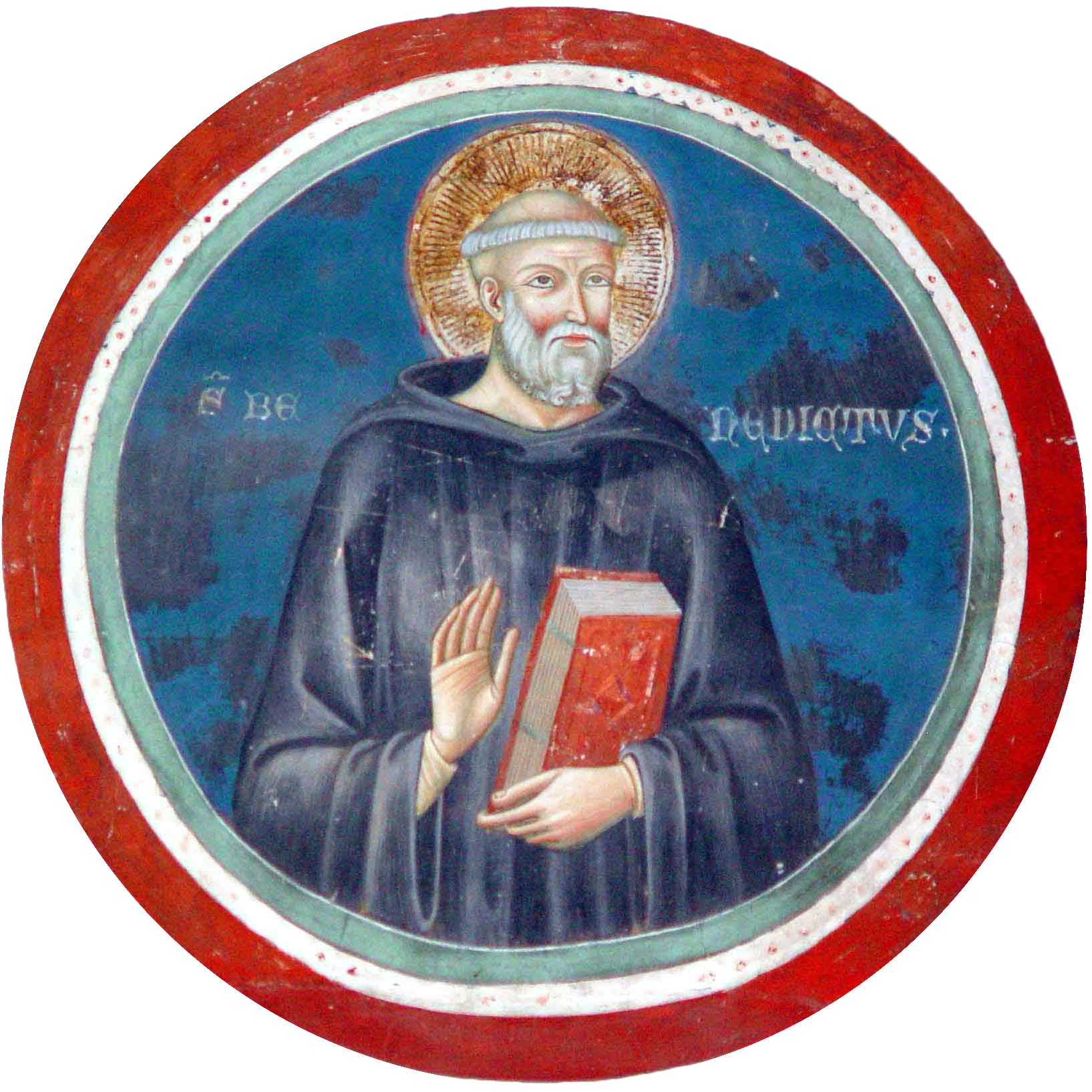
Benoît de Nursie.

Cet article présente la liste des édifices bénédictins en Belgique, actifs ou ayant existé sur le territoire belge actuel, c'est-à-dire des monastères, des abbayes et des prieurés qui suivent la règle de saint Benoît, mais sans tenir compte des communautés cisterciennes et trappistes. Avant l'établissement de tels édifices, des constructions intermédiaires ont pu voir le jour et servir de point d'ancrage (oratoire, ermitage, chapelle, église, cloître, sanctuaire, cellule monastique, collégiale, abbatiale, ferme, etc).
Ces édifices bénédictins ont formé, à différentes époques, des congrégations ou des groupements, dont les principaux, pour les édifices belges, sont la Congrégation de l'Annonciation, la Congrégation de Bursfelde, la Congrégation de Subiaco Mont-Cassin et la Congrégation Mère de la Paix.
Pour chaque édifice bénédictin, il est précisé sa localisation, la mention de moines ou de moniales associée aux dates de début et de fin du statut d'édifice bénédictin, l'indication si la communauté est toujours active et son groupement éventuel. Enfin, sur deux ou trois lignes, il est évoqué l'origine du rassemblement de la communauté.

## Belgique

### Région de Bruxelles-Capitale
- Abbaye de l'Assomption Notre-Dame de Bruxelles, moniales (1599-?) (Bruxelles), bénédictines anglaises[1].

- Abbaye de Forest (Forest), moniales bénédictines entre 1105 et 1796, l'abbaye n'étant plus en activité
Sur un terrain offert par Gislebert d’Alost, l’abbé d’Afflighem fonde en 1105 une communauté de moniales nobles, regroupant des sœurs et épouses de nobles de la région, partis eux en croisade. Le village de Forest ne compte alors que quelques maisons au bord du Geleytsbeek, près d’une chapelle consacrée à sainte Alène et d’une petite église paroissiale de bois dédiée à Saint-Denis.

| \| Forest \| Édifices bénédictins sur la carte de la Région de Bruxelles. |
| Forest                                                                    |

### Région flamande

#### Province d'Anvers
- Abbaye de Bonheiden (Bonheiden), moniales bénédictines toujours en activité depuis 1975, dans cette abbaye membre de la congrégation de Subiaco Mont-Cassin
L'abbaye a été construite en 1965 en tant que maison rédemptoriste puis a été transférée aux bénédictins en 1975, avant de partager les bâtiments de l'établissement avec la communauté laïque de Moriya en 2015.

| \| Anvers Bonheiden \| Édifices bénédictins sur la carte de la province d'Anvers. |
| Anvers Bonheiden                                                                  |

#### Province du Brabant flamand
- Abbaye Maria-Mediatrix-en-Sainte-Wivine d'Affligem (Affligem), moniales bénédictines toujours en activité

- Abbaye Saint-Pierre-et-Saint-Paul d'Affligem (Affligem) : habitée par des moines bénédictins depuis 1085, l'abbaye est toujours en activité, membre de la congrégation de Subiaco Mont-Cassin
En 1062, six chevaliers convertis à un mode de vie non violent s'installent sur des terres situées entre Alost et Asse données par le comte palatin Hermann II de Lotharingie, formant ainsi une communauté d'ermites.

- Abbaye Sainte-Wivine de Grand-Bigard (village Grand-Bigard, Dilbeek) : habitée par des moniales bénédictines à partir de 1133 jusqu'en 1797
Vers 1126, Wivine d'Oisy et un groupe de femmes s'installent dans la forêt à l'ouest de Bruxelles, à proximité d'une source. Comme le nombre de ses disciples augmente, Godefroid de Brabant leur offre un terrain en 1133, pour y construire un prieuré. La règle de saint Benoît y est adoptée et le prieuré est placé sous la protection de l'abbaye d'Affligem.

- Abbaye de Cortenbergh (Cortenbergh) : habitée par des moniales bénédictines à partir de 1090

- Abbaye du Mont César / Keizersberg (Louvain) : habitée par des moines bénédictins depuis 1899, l'abbaye est toujours en activité (congrégation de Subiaco)
Le site a abrité un château-fort démoli sous l'empereur Joseph II en 1782. Neuf moines venus de l'abbaye de Maredsous s'y installèrent en 1888, construisant de nouveaux bâtiments l'année suivante en incorporant les ruines d'une commanderie de Templiers qui surplombait le côté est de la colline.

- Abbaye de Vlierbeek (Kessel-Lo) : habitée par des moines bénédictins depuis 1125 jusqu'en 1797
Les bénédictins de l'abbaye d'Affligem fondent en 1125 un prieuré sur un terrain, au nord-est de la ville de Louvain, qui leur est offert par Godefroid le Barbu, comte de Louvain. Ce prieuré accède au rang d'abbaye en 1163.

| \| Louvain Affligem Kortenberg Sainte-Wivine Mont-César Vlierbeek \| Édifices bénédictins sur la carte du Brabant flamand. |
| Louvain Affligem Kortenberg Sainte-Wivine Mont-César Vlierbeek                                                             |

#### Province de Flandre-Occidentale
- Prieuré Notre-Dame de Béthanie, bénédictines missionnaires

- Abbaye Saint-André de Bruges (quartier Sint-Andries à Bruges, puis lieu-dit Zevenkerken à Loppem), moines bénédictins depuis 1117 et toujours en activité
La charte du prieuré est signée le 22 février 1100 et le comte Robert II de Flandre la ratifie en juin de la même année. Il est décidé de le construire sur le site de l'actuelle église Saint-André-et-Sainte-Anne. Les premiers moines arrivent le 17 août 1117. En 1185, le prieuré est élevé au rang d'abbaye, et en 1188, l'abbaye devient indépendante de son abbaye-mère d'Affligem.

- Abbaye Sainte-Godelieve de Bruges (Bruges), moniales bénédictines entre 1623 et 2013
Les origines de l’abbaye remontent bien au-delà de 1623, quand des religieuses qui suivaient la Règle de Saint-Benoît s’étaient installées à Gistel au XIe siècle, sur les lieux où sainte Godelieve vécut et mourut en martyr. Ce n’est que durant la seconde moitié du XVIe siècle que la congrégation a quitté Gistel pour chercher refuge et sécurité dans la ville fortifiée de Bruges.

- Béguinage de Bruges (appelé aussi monastère de la Vigne) (Bruges), moniales bénédictines depuis 1927 et toujours en activité
Vers 1225, un groupe de jeunes filles sans ressource forme une association pieuse de béguines. Elles s’installent près d’un cours d’eau, en un endroit isolé appelé La Vigne, un peu à l’extérieur de la ville, et gagnent leur vie en travaillant la laine pour les tisserands. La comtesse de Flandre, Marguerite de Constantinople, les prend sous sa protection en 1245.

- Abbaye Notre-Dame des Dunes (Coxyde puis Bruges), moines bénédictins depuis 1127 jusqu'en 1138
En 1107, un ermite bénédictin, Ligier, et ses disciples, installent leur ermitage au milieu de dunes sauvages dans une région peu habitée de la Flandre-Occidentale : quelques huttes et une petite chapelle. Vingt ans plus tard (1127), l’abbé Foulques, successeur de Ligier, construit une chapelle et des bâtiments plus solides.

- Abbaye Sainte-Godelieve de Gistel (Gistel), moniales bénédictines à partir du XIe siècle, aujourd'hui moniales et moines au sein de la congrégation Mère de la Paix
Un château aurait été témoin, en 1070, du meurtre de Godelieve perpétré par le seigneur Bertulphe, son mari, qui lui reprochait d'être chrétienne. Un monastère aurait alors été établi à cet endroit, fondé par la fille de Godelieve.

- Abbaye Notre-Dame-de-la-Paix de Menin (ou des Saints-Anges), moniales

- Abbaye Saint-Pierre-et-Notre-Dame de Merkem (section Merkem, Houthulst), moniales

- Abbaye Notre-Dame de Messines (Messines), moniales bénédictines déjà en 1065, date d'existence d'une crypte romane

- Abbaye Saint-Pierre d'Oudenbourg (Oudenburg), moines bénédictins depuis 1084 jusqu'à la Révolution française
Cette abbaye est fondé en 1084 par Arnoult de Soissons.

- Abbaye Notre-Dame de Piété (Poperinge), moniales bénédictines depuis 1635, l'institution est relevée en 1805
C'est à l'origine un prieuré fondé en 1635.

- Abbaye du Sacré-Cœur de Steenbrugge (quartier Steenbrugge, Bruges), moines encore en activité ?

- Abbaye des Dames irlandaises d'Ypres (Ypres), moniales

- Abbaye Saint-Jean-au-Mont d'Ypres (Ypres), moines

- Abbaye Sainte-Marie de Zonnebeke (Zonnebeke), moniales

| \| Bruges Zevenkerken Béguinage de Bruges Notre-Dame des Dunes Gistel Oudenburg \| Édifices bénédictins sur la carte de Flandre-Occidentale. |
| Bruges Zevenkerken Béguinage de Bruges Notre-Dame des Dunes Gistel Oudenburg                                                                 |

#### Province de Flandre-Orientale
- Abbaye de Baudeloo (section Sinay, Saint-Nicolas puis Gand), moines bénédictins entre 1197 et 1215
Fondé en 1197 sous la forme d'un prieuré bénédictin par Baudouin de Boucle ou Bauduin de Bovele, moine du Mont-Blandain, au niveau du hameau de Sinay. Le monastère prospère rapidement, protégé par les comtes de Flandre.

- Abbaye des Saints-Pierre-et-Paul de Termonde (Termonde), moines bénédictins depuis 1837 et toujours en activité en 2016
Fondée en 1837 par Dom Veremundus D'Haens, moine bénédictin natif du lieu, l'abbaye s'est d'abord installée dans l'ancien couvent des Capucins de Termonde. À partir de 1886, des constructions nouvelles ont vu le jour.

- Abbaye de Dikkelvenne (Dikkelvenne)

- Abbaye Saint-Sauveur d'Éname (section Nederename, Audenarde), moines bénédictins présents depuis 1063, abbaye dorénavant détruite
Dans le conflit qui oppose la France et la Flandre, l'abbaye d'Eenaeme est rasée en 1054 et annexée à la Flandre. À l’emplacement d’Eenaeme, afin de pacifier la région, du temps de Baudouin V, en 1063, on érige un cloître.

- Abbaye des Dames anglaises de Gand, moniales

- Abbaye Notre-Dame du Rijke Gasthuis de Gand, moniales

- Abbaye Saint-Bavon de Gand (Gand), moines bénédictins du Xe siècle jusqu'en 1536
Saint Amand, soutenu par l’évêque de Noyon et par le roi mérovingien Dagobert, visite une première fois le Pagus gandensis vers 630, et y construit une église près du confluent de la Lys avec l’Escaut. Il est soutenu par saint Bavon, noble converti devenu moine et ermite, qui meurt au monastère en 653.

- Abbaye Saint-Pierre de Gand (Gand), moines bénédictins du VIIe siècle à 1796
Cette abbaye, contemporaine et rivale de l’abbaye Saint-Bavon, serait une fondation indirecte de saint Amand. Elle devient une institution monastique influente et puissante du Pagus Flandrensis.

- Abbaye Saint-Pierre (puis Saint-Adrien) de Grammont (Grammont), moines

- Abbaye Saint-Géry de Haaltert (Haaltert), moines

- Abbaye d'Hastière (section Hastière-par-delà, Hastière), moines

- Abbaye Saint-Pierre et Saint-Paul de Renaix (Renaix), moines

- Abbaye de Tronchiennes (ancien village Tronchiennes, Gand), moines bénédictins depuis la fondation jusqu'en 884, désaffectée en 2016
Selon une source, l'abbaye fut d'abord un monastère bénédictin du VIIe siècle, détruit par les normands et convertit en chapitre séculier en 884.

| \| Baudeloo Gand Dendermonde Éname Saint-Bavon de Gand Saint-Pierre de Gand \| Édifices bénédictins sur la carte de Flandre-Orientale. |
| Baudeloo Gand Dendermonde Éname Saint-Bavon de Gand Saint-Pierre de Gand                                                               |

#### Province de Limbourg
- Abbaye d'Aldeneik (Maaseik), moniales bénédictines entre 728 et 952
Dans les années 720, les deux sœurs Harlindis et Relindis fondent un ermitage le long de la Meuse, sur un territoire appartenant à leur père. Avec l'appui de Willibrord d'Utrecht, l'abbaye est officiellement fondée en 728.

- Abbaye de Munsterbilzen (section Munsterbilzen, Bilzen), moniales bénédictines depuis 760 jusqu'à la révolution française
Sainte Landrade fonde cette communauté à un endroit où une croix de feu serait tombée du ciel, fondation ayant peut-être été conduite sous la direction de Saint Lambert, alors évêque de Maastricht. Après être dévastée par les Normands à la fin du IXe siècle, l'abbaye est reconstruite par saint Amor, ermite établi aux environs de Maastricht.

- Abbaye de Saint-Trond (Saint-Trond), moines bénédictins depuis 938 jusqu'en 1793
Trudon, fils de Wicbolde, au retour de Metz où il a été ordonné prêtre bâtit, en 656, dans sa propriété, un prieuré monastique avec église qui devient le centre de ses activités missionnaires dans la Hesbaye. Quelques moines missionnaires vivent alors avec lui lorsqu’ils ne circulent pas dans la région.

- Abbaye Sainte-Catherine de Saint-Trond, moniales

- Abbaye de Tongres (Tongres), moines

| \| Hasselt Aldeneik Munsterbilzen Saint-Trond \| Édifices bénédictins sur la carte de Limbourg. |
| Hasselt Aldeneik Munsterbilzen Saint-Trond                                                      |

### Région wallonne

#### Province du Brabant wallon
- Prieuré de Basse-Wavre (Wavre), moines bénédictins antérieurs à 1105 et jusqu'en 1797
Une chapelle, offerte au XIe siècle à l'abbaye d'Affligem par diplôme d'Henri III de Louvain, constitue la base du prieuré. L'ensemble monastique disparaît en 1797.

- Monastère Saint-André de Clerlande (Ottignies-Louvain-la-Neuve), moines bénédictins depuis 1970 et toujours en activité 
Il s'agit d'un prieuré fondé en 1970 par l’abbaye Saint-André de Bruges. En 1966, un premier groupe de moines s’installe dans des locaux provisoires. C’est le début de la vie monastique. En 1970, des bâtiments adaptés à une vie monastique moderne, telle que souhaitée par le concile Vatican II, sont construits au cœur du bois de Lauzelle. Ces bâtiments permettent d’envisager une vie monastique bénédictine plus souple et dans un cadre plus simple et dépouillé que celui d’une grande abbaye.

- Abbaye Santa-Maria de Cortenberg, moniales (1095-?)

- Abbaye de Florival (Grez-Doiceau), moniales bénédictines 
Implantation à la lisière des sections Bossut-Gottechain et Archennes.

- Monastère de Rixensart (Rixensart), moniales

| \| Wavre Clerlande Basse-Wavre \| Édifices bénédictins sur la carte du Brabant wallon. |
| Wavre Clerlande Basse-Wavre                                                            |

#### Province de Hainaut
- Abbaye de la Sainte-Trinité et de Saint-Géry d'Aubechies (section Aubechies, Belœil), moines

- Abbaye d'Aulne (section Gozée, Thuin), moines bénédictins à l'origine, en 657, cisterciens par la suite 
Souhaitant vivre en ermite sous la dure règle du moine irlandais saint Colomban, Landelin s'installe sur un terrain dont il possède l'acte de donation. Son charisme attire les candidats à la vie religieuse, mais peu de novices sont pourvus de la résistance physique de Landelin, qui est contraint de remplacer la règle de saint Colomban par la règle de saint Benoît, moins rigoureuse.

- Abbaye La Paix de Jésus (Blandain), moniales bénédictines depuis 1904 et toujours en activité
Le prieuré d'origine fondé en 1904 se situe dans le prolongement d'un établissement de moniales bénédictines créé en 1612 à Arras puis transféré à Douai. Statut d'abbaye obtenu en 1912.

- Abbaye Sainte-Monégonde de Chimay, moines

- Prieuré de Frasnes-Lez-Gosselies, (section Frasnes-lez-Gosselies, Les Bons Villers), moines bénédictins depuis 1099
Cet ancien prieuré de style roman qui dépendait de l'abbaye d'Affligem a été fondé en 1099, la chapelle Notre-Dame du Roux n'ayant été construite qu'au XIIIe siècle.

- Abbaye de Ghislenghien (section Ghislenghien, Ath), moniales bénédictines de sa fondation vers 1126 jusqu'en 1481
Le monastère, fondé vers 1126 par Ide de Chièvres et Ide d'Ath, est réservé aux nobles dames bénédictines.

- Prieuré de Heigne (hameau de Heigne, section Jumet, Charleroi), moines bénédictins depuis 1231 jusqu'à la Révolution française
Au XIIe siècle, Heigne est un lieu de pèlerinage relativement important. Une véritable vénération à la Vierge fait que, très tôt, un petit sanctuaire en bois y est construit. Ce sanctuaire devenant trop petit, les moines de l'abbaye de Lobbes construisent une église en remplacement. En 1231, cette église de Heigne est séparée de l'église paroissiale et donnée à l'abbaye de Lobbes.

- Abbaye Saint-Pierre de Lobbes (Lobbes), moines bénédictins depuis 654 jusqu'en 1794
Un monastère est créé en pays mérovingien, autour d’un brigand devenu ermite, Landelin, dont l’austère vie de sainteté religieuse impressionne et attire des adeptes. Accompagné des disciples Adelin et Domitien, il y construit un oratoire et quelques petites cellules pour y garder et vénérer les reliques de saints qu’il a ramenées de son troisième pèlerinage à Rome.

- Abbaye de la Paix-Notre-Dame de Mons (Mons), moniales

- Abbaye de Saint-Denis-en-Broqueroie (section Saint-Denis, Mons), moines bénédictins depuis 1081 jusqu'en 1796
La comtesse de Hainaut Richilde et son fils le comte Baudouin II fondent cette abbaye, en la rattachant à l'abbaye bénédictine de La Sauve-Majeure située près de Bordeaux. Pour sa part, l'évêque de Cambrai, Gérard II, a mené durant cette même période une activité intense de développement de la vie monacale.

- Abbaye de Saint-Ghislain (ou Saint-Pierre-Saint-Paul de la Celle) (Saint-Ghislain), moines bénédictins depuis le Xe siècle jusqu'en 1796
Saint Ghislain, le fondateur, est d’origine franque. Il s’installe comme ermite dans une forêt du Hainaut. La présence de disciples près de sa cellule forme une petite communauté autour de ce qui est appelé la Celle Saint-Pierre. L’endroit lui est donné par le roi d’Austrasie. Généreux, le roi Dagobert Ier soutient la fondation. Le monastère est construit vers 650.

- Prieuré Saint-Michel de Sart-les-Moines (section Gosselies, Charleroi), moines bénédictins depuis 1110 jusqu'à 1797
Ce prieuré est fondé vers 1110 par trois moines bénédictins de l'abbaye de Liessies mandés par Pétronille du Roucy, veuve de Raoul de Viesville, seigneur de Gosselies, puis transféré en 1125 à l'abbaye de Liessies par Albéron, prince-évêque de Liège.

- Abbaye Saint-Martin de Tournai (Tournai), moines bénédictins depuis à partir de 1095 jusqu'en 1797
Dès le IVe siècle, saint Piat, mort à Tournai vers 286, évangélisait la région de Tournai, alors bourg romain ayant une certaine importance. Une nouvelle évangélisation commence au VIIe siècle avec saint Éloi, évêque de Noyon et de Tournai, qui, pour promouvoir l’activité missionnaire dans la région du Tournaisis fonde ce monastère.

| \| Mons Aulne Ghislenghien Lobbes Broqueroie St-Ghislain Tournai \| Édifices bénédictins sur la carte de Hainaut. |
| Mons Aulne Ghislenghien Lobbes Broqueroie St-Ghislain Tournai                                                     |

#### Province de Liège
- Abbaye de Malmedy (Malmedy), moines bénédictins depuis le Xe siècle jusqu'en 1796
Avec le soutien du roi d’Austrasie, Sigebert III, Saint Remacle, un moine venu d’Aquitaine fonde entre 647 et 650 deux monastères, l’un à Stavelot et l’autre à Malmedy, alors une contrée inhabitée. Les moines suivent probablement les coutumes introduites par les moines missionnaires irlandais de saint Colomban.

- Abbaye Saint-Jacques de Liège (Liège), moines bénédictins du XIe siècle jusqu'en 1785 
Cette abbaye doit sa fondation à Balderic II qui la fit édifié vers 1016, à la pointe de l'île, en marge de la cité, soucieux d'établir un équilibre entre les deux modes de vie religieuse qui opposait le clergé régulier au clergé séculier. Baudry, fils de Louis De Loos, élu évêque de Liège en 1008, accepta cette fondation.

- Abbaye Saint-Laurent de Liège (Liège), moines bénédictins depuis 1026 jusqu'en 1794
L’évêque Éracle, vers 968, de retour d'un pèlerinage à Rome aurait entrepris la construction d'une troisième collégiale sur le Publémont. Ses successeurs, Notger, Baldéric II, Wolbodon, et Durand auraient permis que l'édifice soit achevé 55 ans plus tard, sous le règne du prince-évêque Réginard, qui appela alors une trentaine de moine à occuper l'abbaye nouvelle.

- Abbaye de la Paix Notre-Dame de Liège (Liège), moniales bénédictines à partir de 1627 et toujours en activité
La construction de l'abbatiale débute en 1677 d'après les plans d'Aldegonde Desmoulins qui devient ainsi la première femme architecte.

- Abbaye de Stavelot (Stavelot), moines bénédictins depuis le Xe siècle jusqu'en 1804
Cette abbaye est fondée en 651 par saint Remacle. En 685 est construite la première église abbatiale par l'abbé Goduin. Dès cette époque, les donations royales (Childéric II en 670) avaient doté l'abbaye d'un domaine que les immunités mérovingiennes et carolingiennes soustrayaient à l'action directe des fonctionnaires.

- Monastère Saint-Remacle de Wavreumont (hameau Wavreumont, Stavelot), moines bénédictins depuis 1950 et toujours en activité 
Ce monastère est fondé en 1950 par un groupe de moines venus de l'abbaye du Mont-César à Louvain. Situé à Wavreumont, en Ardenne belge, entre les villes de Stavelot et de Malmedy, il a relevé le nom et la tradition de vie monastique des abbayes de Stavelot et de Malmedy interrompues par la Révolution française à la fin du XVIIIe siècle.

| \| Liège Malmedy Stavelot \| Édifices bénédictins sur la carte de la Province de Liège. |
| Liège Malmedy Stavelot                                                                  |

| \| La Paix Notre-Dame Saint-Jacques de Liège Saint-Laurent de Liège \| Édifices bénédictins sur la carte de la Ville de Liège. |
| La Paix Notre-Dame Saint-Jacques de Liège Saint-Laurent de Liège                                                               |

#### Province de Luxembourg
- Monastère d'Hurtebise (Saint-Hubert), moniales bénédictines depuis 1935 et toujours en activité (congrégation de l'Annonciation)
Des moniales reprennent en 1935 une ancienne ferme sur le plateau d'Hurtebise, situé à 550 mètres d'altitude, pour y construire en 1938 un nouveau monastère.

- Prieuré de Muno (section Muno, Florenville), moines bénédictins depuis 1053 jusqu'à la fin du XVIe siècle
Ce prieuré entouré d'ifs est établi en 1053 par des Bénédictins.

- Abbaye Notre-Dame d'Orval (section Villers-devant-Orval, Florenville), moines bénédictins entre 1070 et 1110
Le site de l'abbaye est occupé dès l'époque mérovingienne. Une chapelle y est construite au Xe siècle. En 1070, un groupe de bénédictins, venus de la Calabre (Italie), y bâtit une église et un prieuré, sur des terres données en usufruit par le comte de Chiny, Arnoul Ier. Vers 1076, la suzeraine, Mathilde de Toscane, passe dans la région et ratifie la donation faite par son vassal aux moines bénédictins.

- Abbaye de Saint-Hubert (Saint-Hubert), moines bénédictins depuis 817 jusqu'en 1797
Selon une légende, en 687, Plectrude s’arrête auprès d’un ruisseau de son domaine pour s’y reposer, puis découvre à ses pieds un billet cousu de fil d'or. Plus tard, son mari, Pépin, consulte son aumônier, Bérégise, qui y voit un message du ciel, Pépin accordant alors une charte de fondation et chargeant son aumônier de fonder là une communauté religieuse qui habitera donc plus tard dans une abbaye.

- Abbaye de Saint-Pierre en Ardenne ... à compléter

| \| Arlon Saint-Hubert Hurtebise Orval \| Édifices bénédictins sur la carte de Luxembourg. |
| Arlon Saint-Hubert Hurtebise Orval                                                        |

#### Province de Namur
- Abbaye d'Andenne (Andenne), moines et moniales bénédictins depuis 692, jusqu'à une congrégation noble de chanoinesse avant 1101
L'abbaye fut fondée par sainte Begge, veuve d'Ansegisel vers 692, adoptant d'abord une organisation mixte.

- Abbaye Saint-Gérard de Brogne (section Saint-Gérard, Mettet), moines bénédictins entre 919 et 1796
Insatisfait de sa vie comme page à la cour de Bérenger, comte de Namur et du métier des armes, Gérard se recueille dans une ancienne chapelle du domaine familiale de Brogne et s'entend inviter par saint Pierre à y fonder un monastère.

- Abbaye Saint-Hadelin de Celles-sur-Lesse (Celles), moines

- Abbaye de Chevetogne (village section Chevetogne, Ciney), moines bénédictins de rites latin et byzantin depuis 1901 et toujours en activité
À l'origine, c'est un château construit au XIXe siècle par le bourgmestre de Chevetogne, Charles Delvaux de Fenffe, à l'intérieur duquel les moines bénédictins de l'abbaye Saint-Martin de Ligugé viennent trouver refuge après avoir été chassés de France.

- Prieuré d'Ermeton-sur-Biert (section Ermeton-sur-Biert, Mettet), moniales bénédictines toujours en activité
À l'origine, il s'agit du château féodal d'Oultremont (XIVe siècle et pour l'essentiel XVIe siècle) restauré en 1632, 1754 et 1903, ensuite transformé en prieuré en 1936 et racheté par les moniales en 1942.

- Abbaye de Florennes (Florennes), moines bénédictins entre 1027 et 1796
Des religieux conduits par un Gérard, chanoine à la cathédrale de Reims et fils du seigneur de Florennes, s’installent vers 1010 à Florennes. Ils reçoivent alors la charge pastorale de l'église. L'abbaye leur est cédée en 1025, la fondation officielle datant de 1027.

- Abbaye Saint-Pierre et Exupère de Gembloux (Gembloux), moines bénédictins de 936 à 1796
Saint Guibert, originaire de Lorraine et lassé de sa carrière militaire, s'installa comme ermite dans un domaine familial, à Gembloux. Des disciples venant à lui, il décida de construire un monastère, fit un séjour à l'abbaye bénédictine de Gorze en Lorraine et y ramena le moine Erluin (en) comme premier supérieur pour son monastère.

- Abbaye Notre-Dame de Malonne (Malonne), ???

- Abbaye Sainte-Scholastique de Maredret (village Maredret, Anhée), moniales bénédictines depuis 1893 et toujours en activité (congrégation de l'Annonciation)
C'est sous l'impulsion d'Agnès de Hemptinne que naît le projet d'établir une communauté de moniales bénédictines sur une des collines surplombant le village de Maredret et la vallée de la Molignée. La première pierre de l'abbaye est posée le 5 août 1891 sur un terrain offert par la famille Desclée. La construction s'étale jusqu'en 1936.

- Abbaye Saint-Benoît de Maredsous (section Denée, Anhée), moines bénédictins depuis 1872 et toujours en activité (congrégation de l'Annonciation)
L'abbaye fut fondée le 15 novembre 1872 par l'abbaye de Beuron avec l'appui financier de la famille Desclée, qui fit don des terres, paya les plans et la construction des bâtiments.

- Abbaye du Saint Désert de la Marlagne (section Wépion, Namur), moniales bénédictines à partir de 1919
C'est une ancienne abbaye située sur le plateau de la Marlagne, habitée un temps par des moniales bénédictines, à compter de 1919, lesquelles se sont fixées plus tard au prieuré d'Ermeton-sur-Biert.

- Abbaye de la Paix Notre-Dame de Namur (Namur), moniales bénédictines à partir de 1613
La fondation de cette abbaye par des Bénédictines douaisiennes date de 1613.

- Abbaye de Waulsort (section Waulsort, Hastière), moines bénédictins depuis le Xe siècle jusqu'en 1793.
Un groupe d’une douzaine de moines conduits par saint Maccalan arrivent d’Écosse et s’installent en Haute-Meuse vers 940. Ils sont invités par Eilbert de Florennes, qui souhaite fonder une abbaye en réparation d’une mauvaise action commise. Une charte datant de 946, octroyée par l’empereur Othon le Grand ratifie cette fondation.

| \| Namur Brogne Andenne Chevetogne Gembloux Maredret Maredsous Waulsort Ermeton-sur-Biert Marlagne \| Édifices bénédictins sur la carte de la Province de Namur. |
| Namur Brogne Andenne Chevetogne Gembloux Maredret Maredsous Waulsort Ermeton-sur-Biert Marlagne                                                                  |

## À ranger

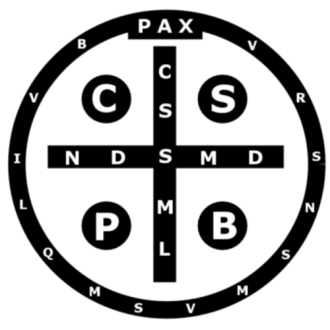
Croix de l'Ordre de Saint-Benoît.

- Abbaye de Moorsel (Flandre-Orientale ou Brabant flamand ?), moniales